# Forêt de Bébour
La forêt de Bébour est une forêt française de l'île de La Réunion, département d'outre-mer dans le Sud-Ouest de l'océan Indien. Elle est située dans les Hauts de l'Est, sur le territoire communal de Saint-Benoît. Elle occupe l'emplacement d'un ancien cirque d'érosion, le cirque des Marsouins, comblé par les laves des dernières éruptions du piton des Neiges.

## Histoire
D'abord baptisée Bélouve ou encore Bélous, la forêt de Bébour ne porta définitivement ce nom (nom du piton situé sous le col) qu'à partir du XIXe siècle à la suite de l'article du Dr Jacob de Cordemoy paru dans le Journal de Commerce le 11 octobre 1869. Au XIXe siècle, la tendance aux grandes propriétés foncières en plaine, l'augmentation de la population ou encore l'apparition du paludisme, accentuèrent le recul des forêts primaires. L'une des conséquences fut le début de la colonisation de la forêt de Bébour. Les premiers habitants s'y établirent entre le col de Bébour et la rivière des Marsouins pour y cultiver et y vivre comme dans les autres parties de l'île, mais la pauvreté des sols découragea une véritable colonisation.  En 1957, 16 ha étaient encore loués à des particuliers. À cette même époque de nombreux boisements de palmistes sont entrepris au niveau de la zone appelée "Canton de Duvernay". Ce n'est qu'en 1964 que l'Office National des Forêts planta les premiers cryptomerias du Japon. Le bois continue d'être exploité mais les plantations ont cessé. Les limites de la forêt ont été définies pour la première fois par un ingénieur des Travaux des Eaux et Forêts, J. Mertz, en 1985, dans le cadre de "L'étude préliminaire de l'aménagement d'une forêt tropicale primitive d'altitude : la forêt de Bébour à la Réunion". La forêt de Bébour fut classée réserve biologique domaniale le 5 juillet 1994, et fait  intégralement partie du cœur du parc national de la Réunion. 

## Géographie
La forêt de Bébour s'étend sur 6 010 ha au cœur du parc national de La Réunion dans un espace allant du coteaux Monique au nord, délimitant la forêt de Bélouve, au piton de la Plaine des Cafres et aux remparts de l'îlet Patience au sud, et du piton des Neiges à l'ouest au cassé de Takamaka à l'est. Elle est à cheval sur le territoire communal de Salazie (sur une surface de 150 ha) et de Saint-Benoît dont elle fait principalement partie (soit 5860 ha). Elle appartient entièrement aux pitons, cirques et remparts de l'île de La Réunion, du bien du patrimoine mondial. Par son étendue, son état exceptionnel de conservation et son étagement, c'est l'une des plus remarquables forêts naturelles de montagne de la Réunion et sans doute la plus renommée. À environ 1 300 mètres d’altitude, la forêt de Bébour est ce que l’on peut appeler une forêt de nuage. L'essentiel de la forêt, soit 5 146 ha, a été classée réserve biologique domaniale.

## Géologie

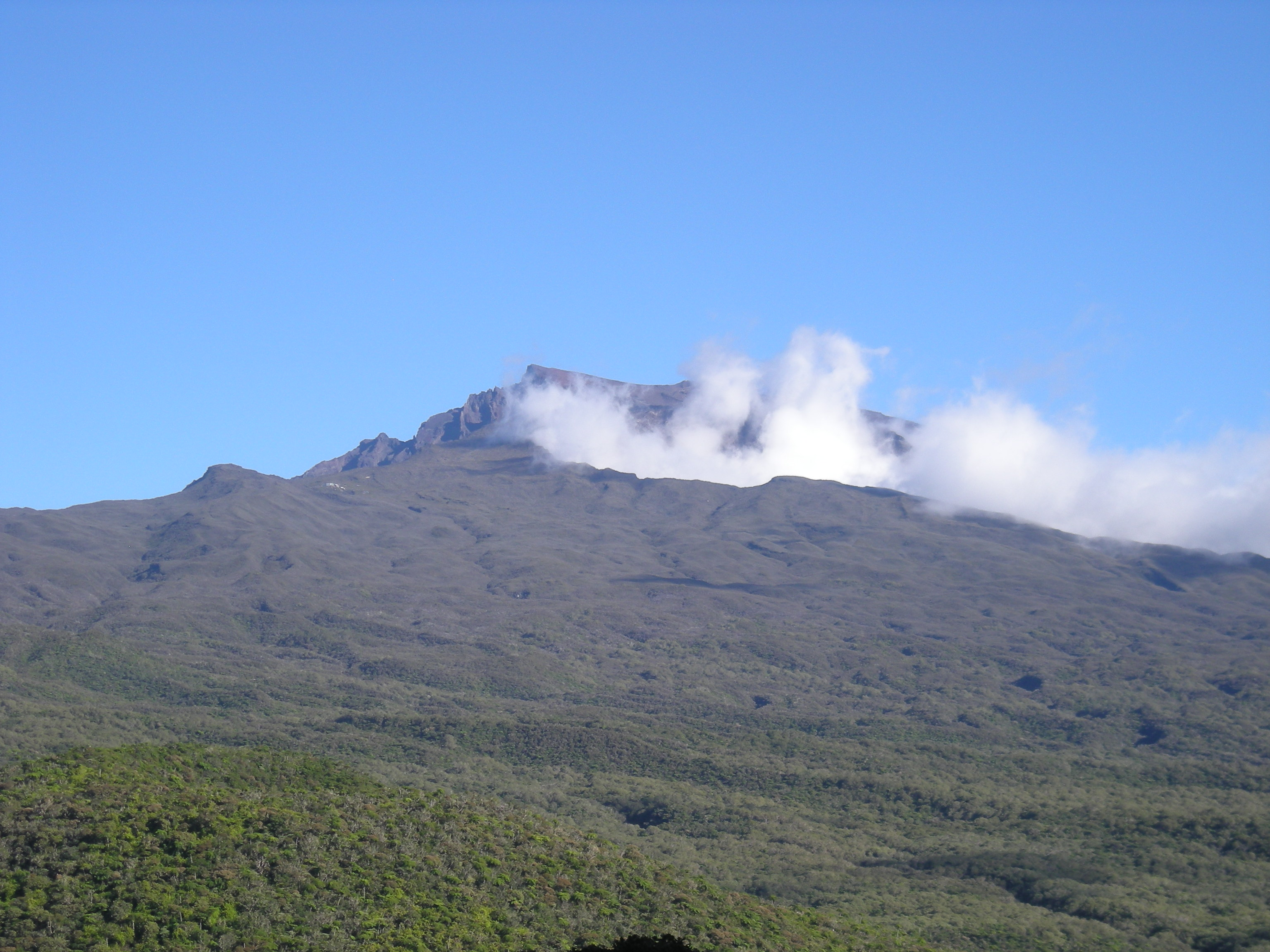
Le piton des Neiges et la forêt de Bébour vus depuis le col de Bébour. Le piton de Bébour au premier plan à gauche.

La forêt de Bébour est le résultat du comblement du cirque des Marsouins il y a 150 000 ans par des coulées de lave du piton des Neiges et de nombreux cônes latéraux comme le piton de Bébour qui le rempli à demi, lui donnant son actuel fond plat. Le volcanisme s'arrêta vers −20 000 ans et le phénomène d'érosion commença.  Les scories furent facilement déblayées par l'eau mais le cœur dur des coulées ralentirent l'érosion créant ainsi de nombreux ressauts à l'origine des cascades et des bassins. Des zones contournées par des coulées ou barrées par des pitons volcaniques sont devenues des dépressions inondées hostiles au développement de la forêt créant de multiples zones humides comme le plateau des thyms. Les roches mères sont proches de la surface du sol et presque toujours visibles. Le sous-sol étant jeunes, la couverture forestière dense et le climat frais et humide, les sols sont relativement peu épais, riches en matière organique, et gorgés d'eau, ce sont des andisols.

## Écosystème

### Faune

#### Oiseaux
Les oiseaux qui fréquentent la forêt de Bébour sont principalement des passereaux endémiques de l'île. On a recensé 16 espèces nichant régulièrement dans cette zone, parmi cela, 6 représentent des formes uniques du patrimoine réunionnais à préserver : le Papangue, le Merle pays, l'Oiseau la Vierge, le Tec Tec, l'Oiseau Blanc et l'Oiseau lunettes vert.

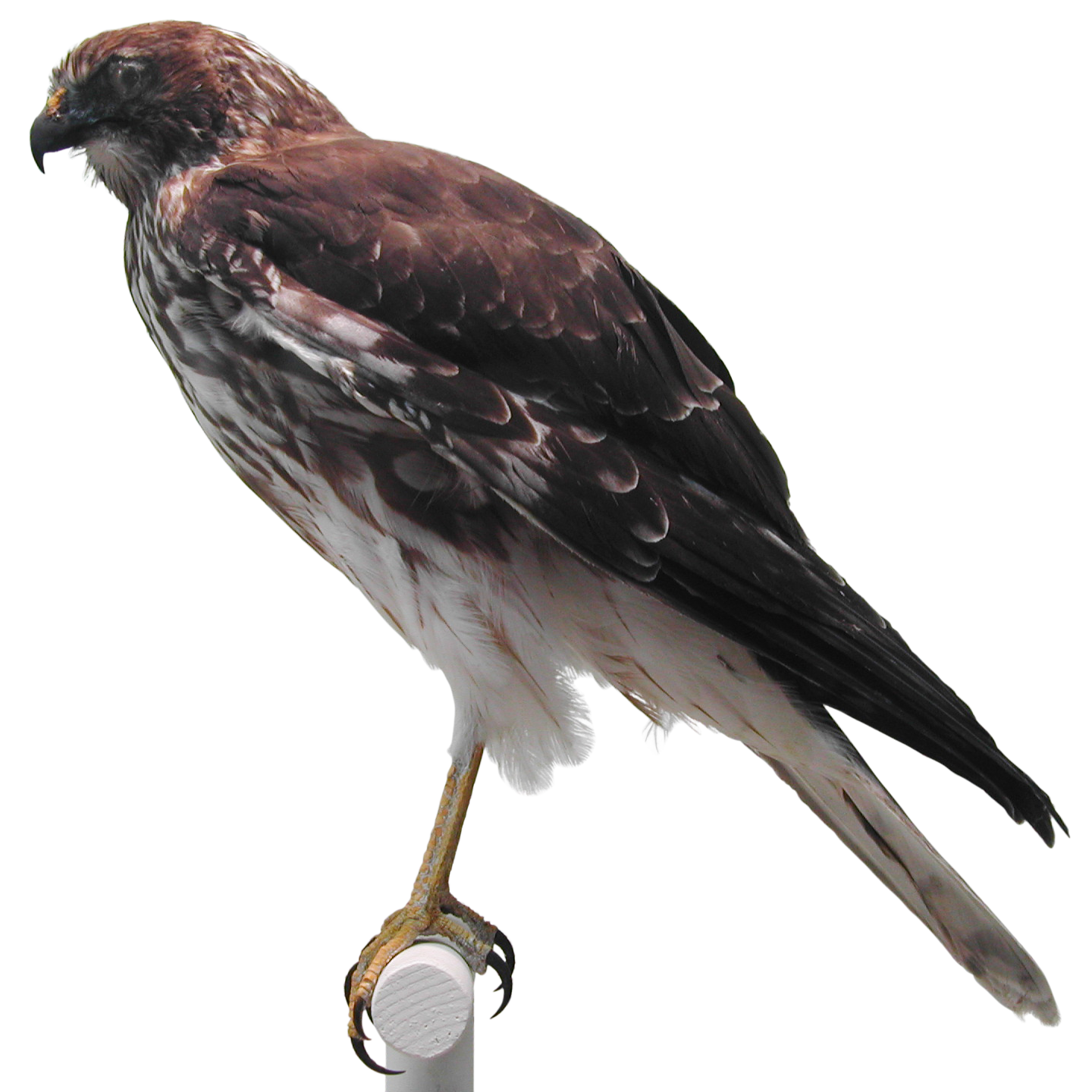
Le Papangue, seul rapace endémique  de l'île de La Réunion
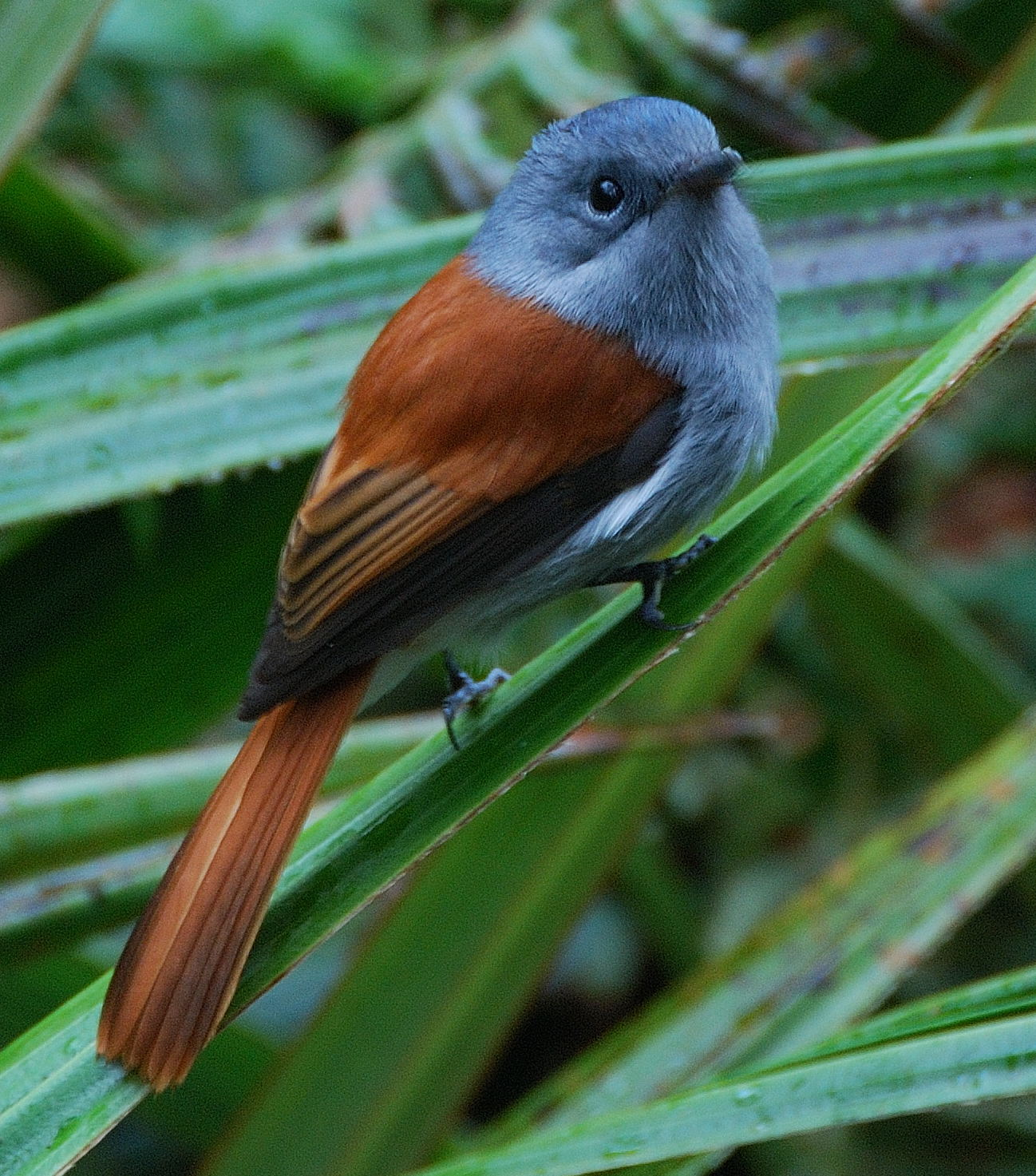
L'Oiseau la Vierge
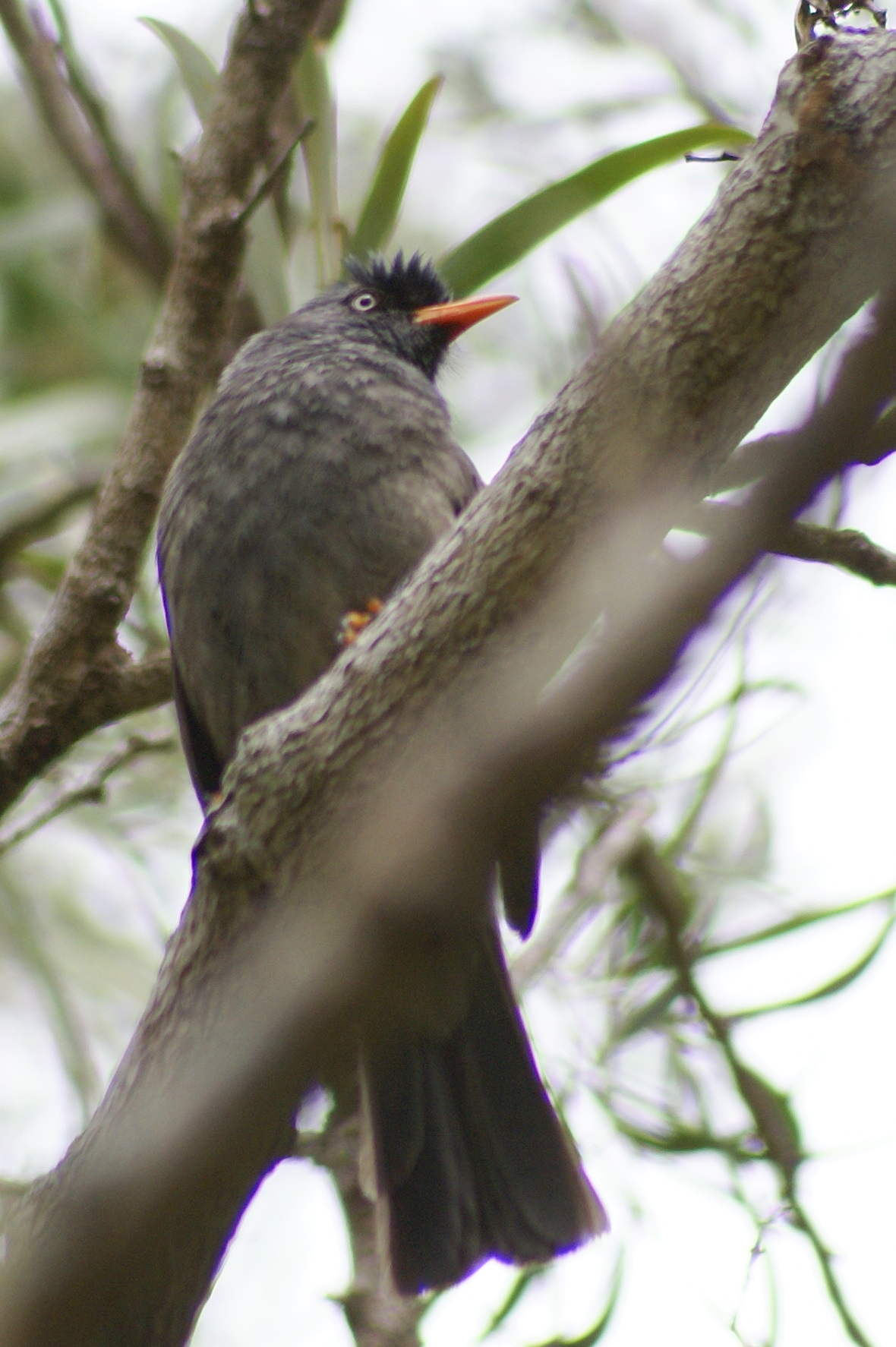
Le Bulbul de Bourbon appelé aussi Merle pays
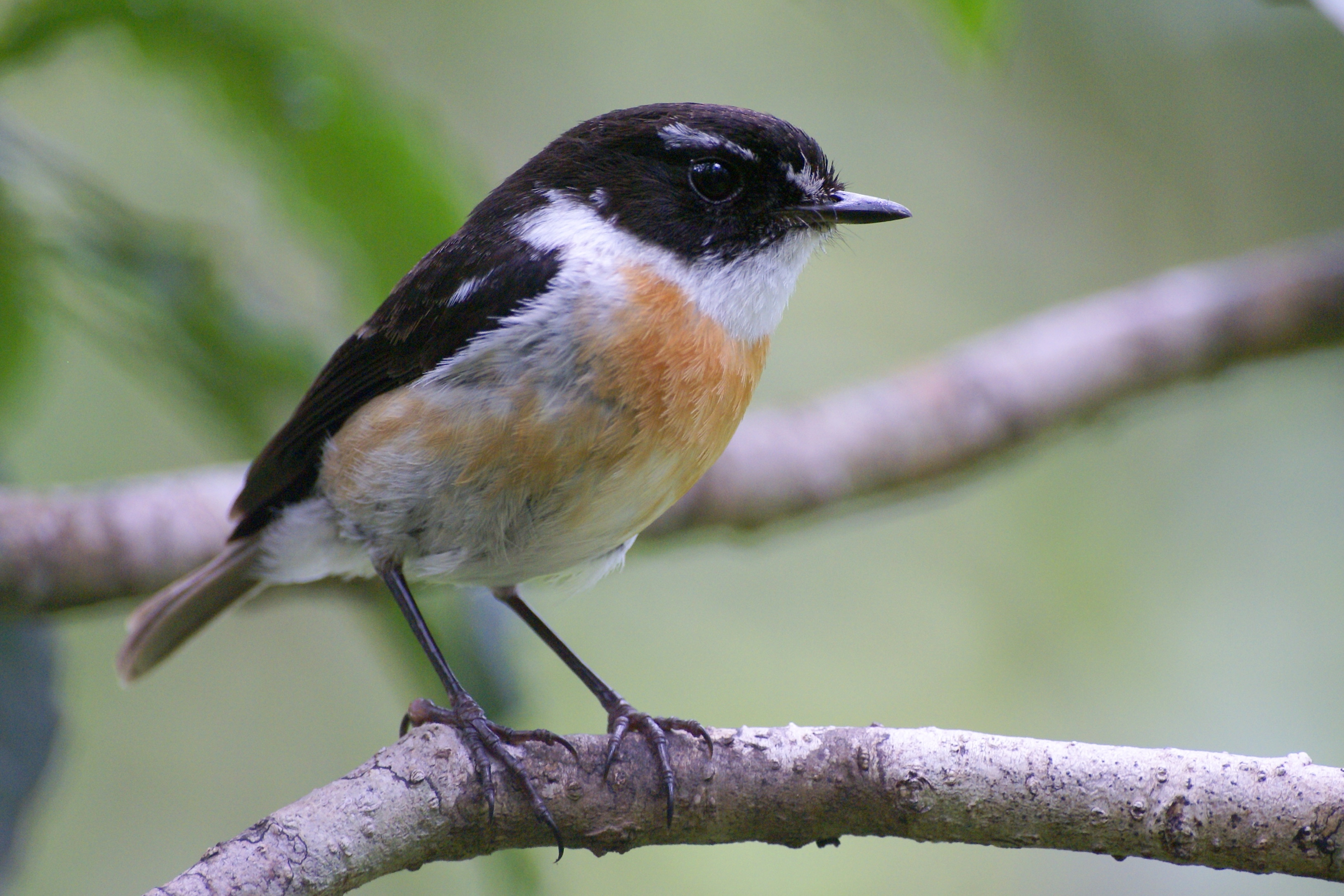
Le Tec-tec

#### Insectes
La forêt de Bébour compte 6 des 32 papillons de jour de l'île de La Réunion. Parmi cela 2 sont en voie de disparition:  Papilio phorbanta et Antanartia borbonica. On dénombre 500 espèces de papillons de nuit à La Réunion, dont le quart est endémique. Certains peuvent être aperçus en se promenant au crépuscule sur les sentiers comme Hippotion eson dont la chenille vit sur les feuilles d'Arum.

### Flore
Isolé au cœur de l'île de La Réunion, Bébour est un site très bien conservé qui offre une grande richesse floristique. Soumis aux variations climatiques liées à l'altitude, la végétation évolue depuis les forêts tropicales humides jusqu'aux landes de haute montagne. Vers 1 000 mètres d'altitude, le milieu est encore assez chaud pour offrir des conditions propices au développement de la forêt humide de moyenne altitude. Cependant, Bébour est surtout connu pour ses forêts de montagne comprises entre 1 300 et 1 800 mètres d'altitude : forêts à mahots et à fanjans et forêts de tamarins. Le fourré à pandanus est confiné aux zones les plus humides. Au-delà de 1 800 mètres d'altitude, la forêt fait place à des formations de haute altitude caractérisées par une végétation arbustive et dense très particulière, aux feuilles souvent coriaces et étroites adaptée aux conditions climatiques rudes de fort rayonnement ultraviolet et de gel fréquent.

#### Menaces
Depuis l'arrivée de l'homme sur l'île, plus de 400 espèces végétales se sont naturalisées. Quelques-unes, les pestes végétales, sont particulièrement envahissantes et menacent la survie des forêts réunionnaises. A Bébour, les plus menaçantes sont : le goyavier, les fuchsias, le bringélier, et la vigne marronne. D'autres espèces naturalisées sont présentes mais ne mettent pas en danger l'équilibre écologique des forêts, c'est le cas des arums et de certains bégonias.

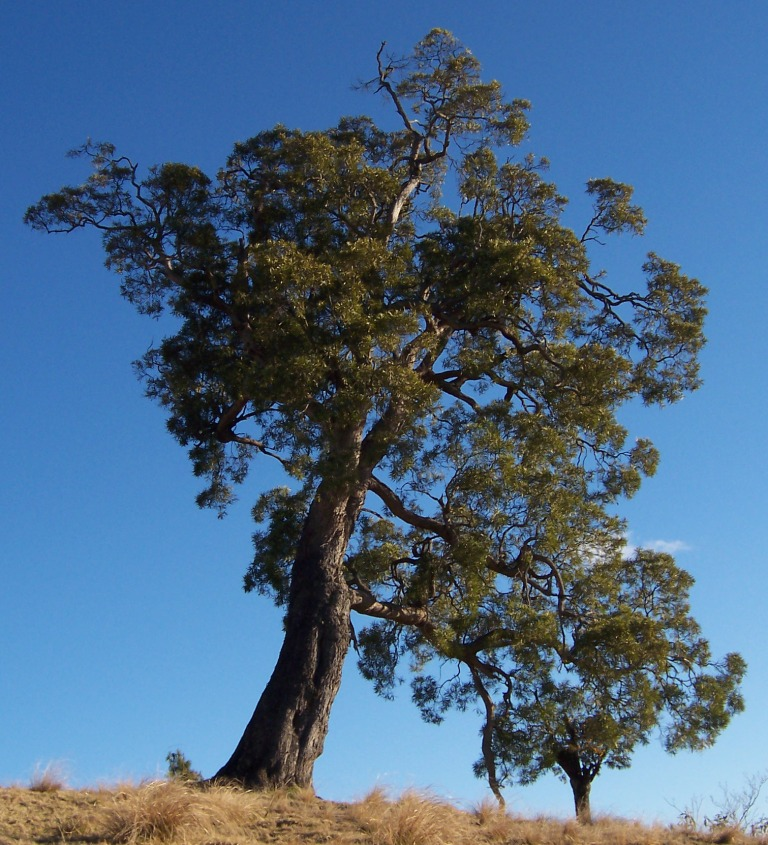
Le Tamarin des Hauts
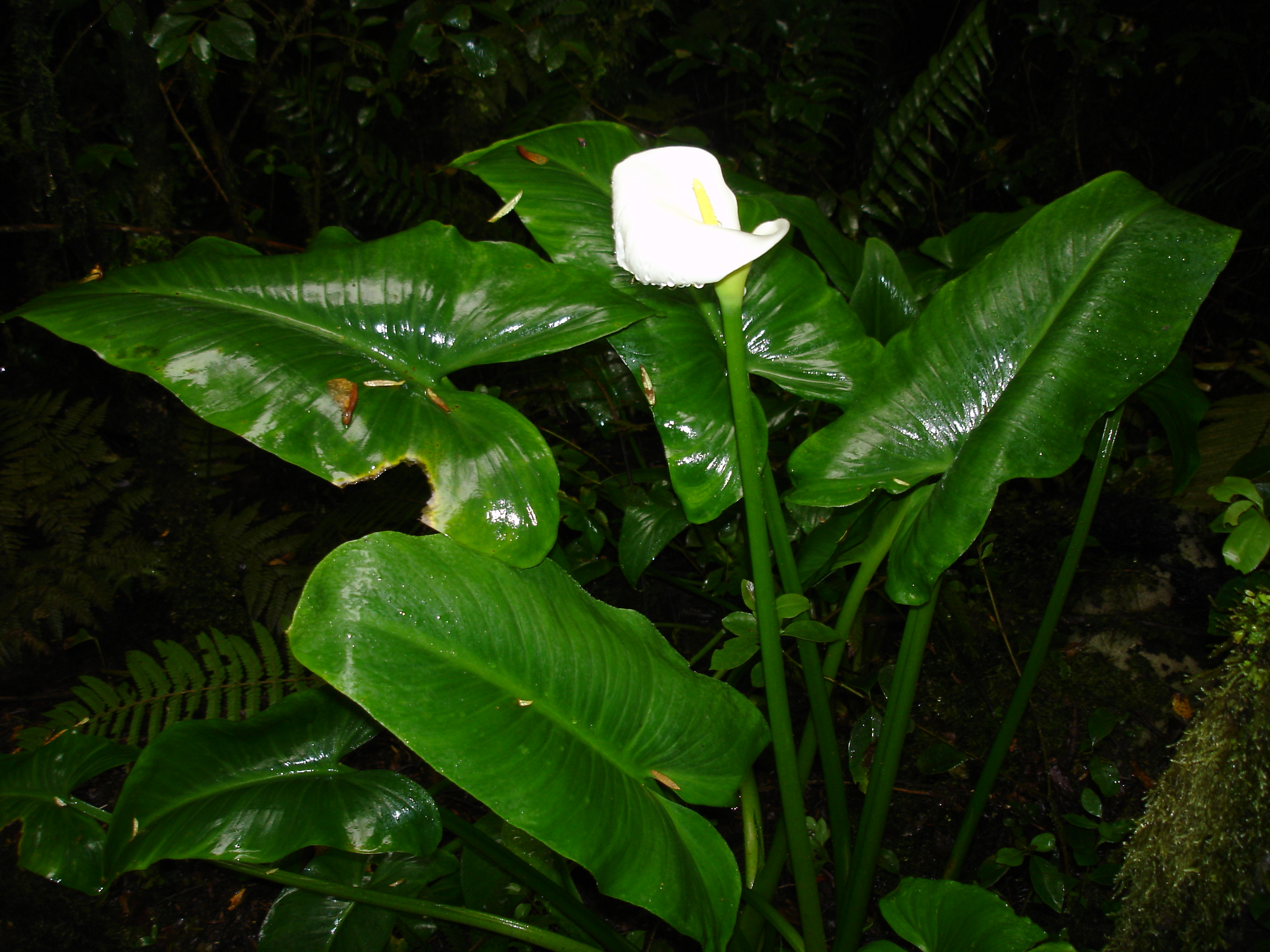
Arum dans la forêt de Bébour.
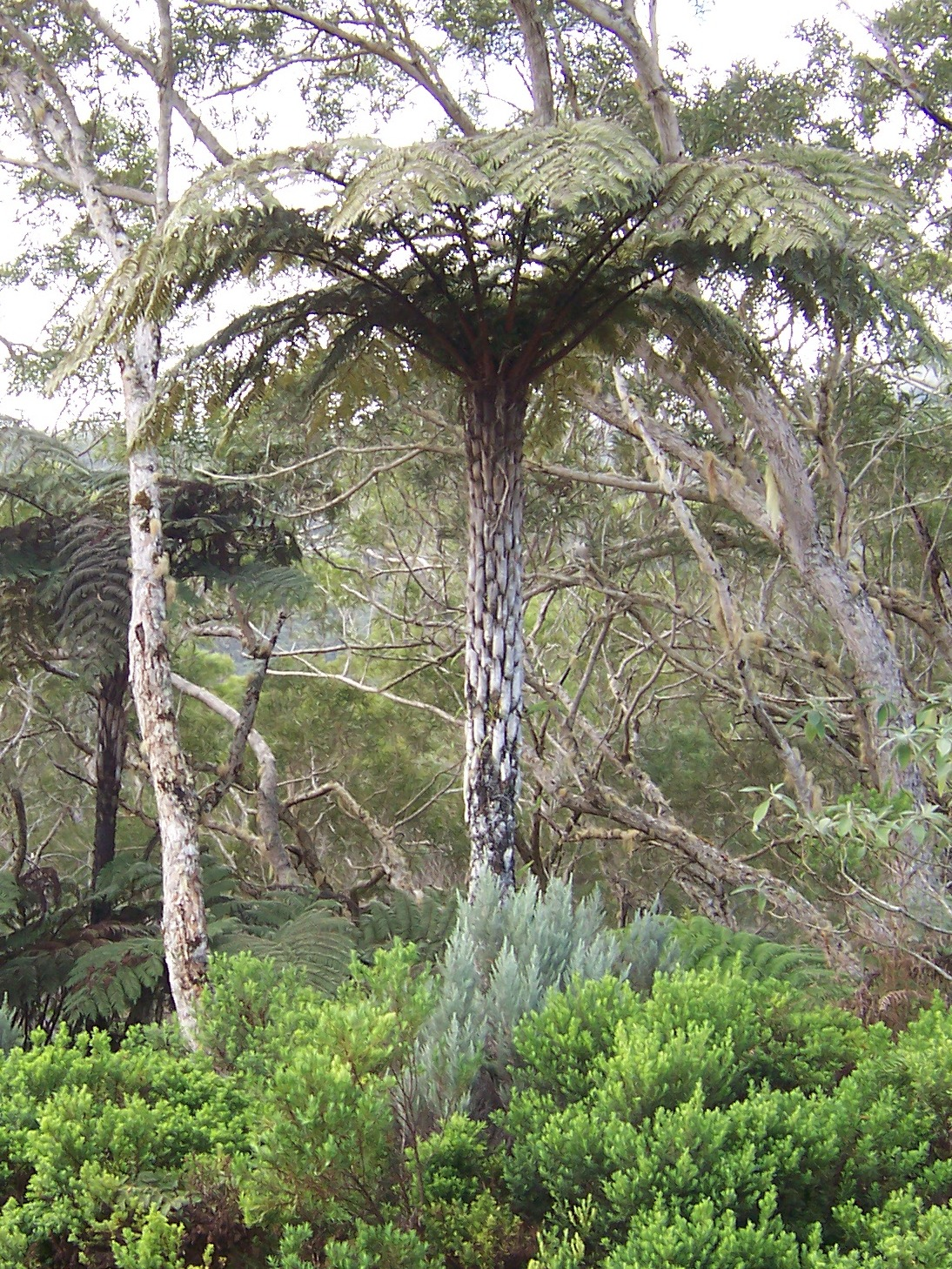
Le Fanjan.
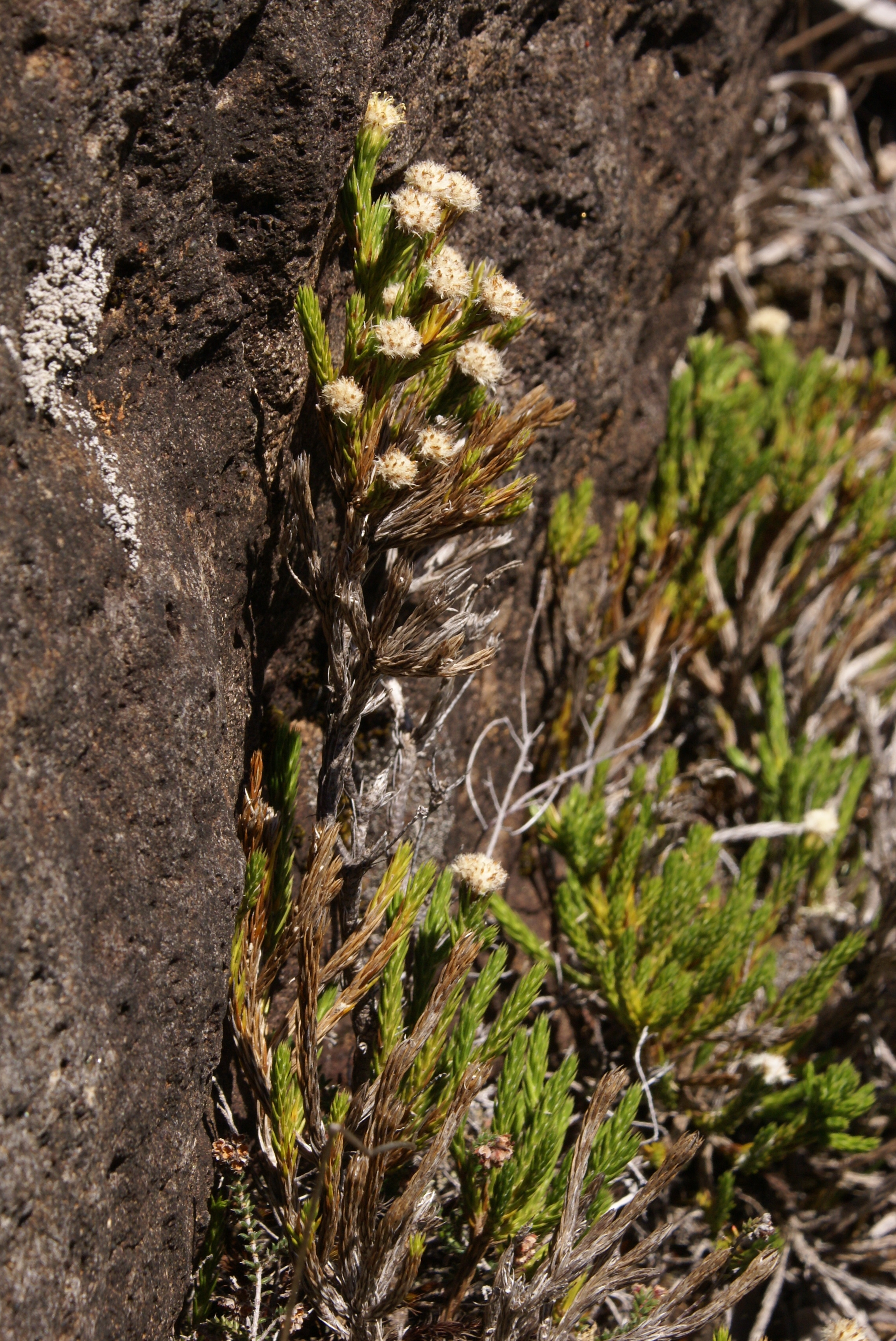
Eriotrix lycopodioides, une des plantes les plus rares de Bébour
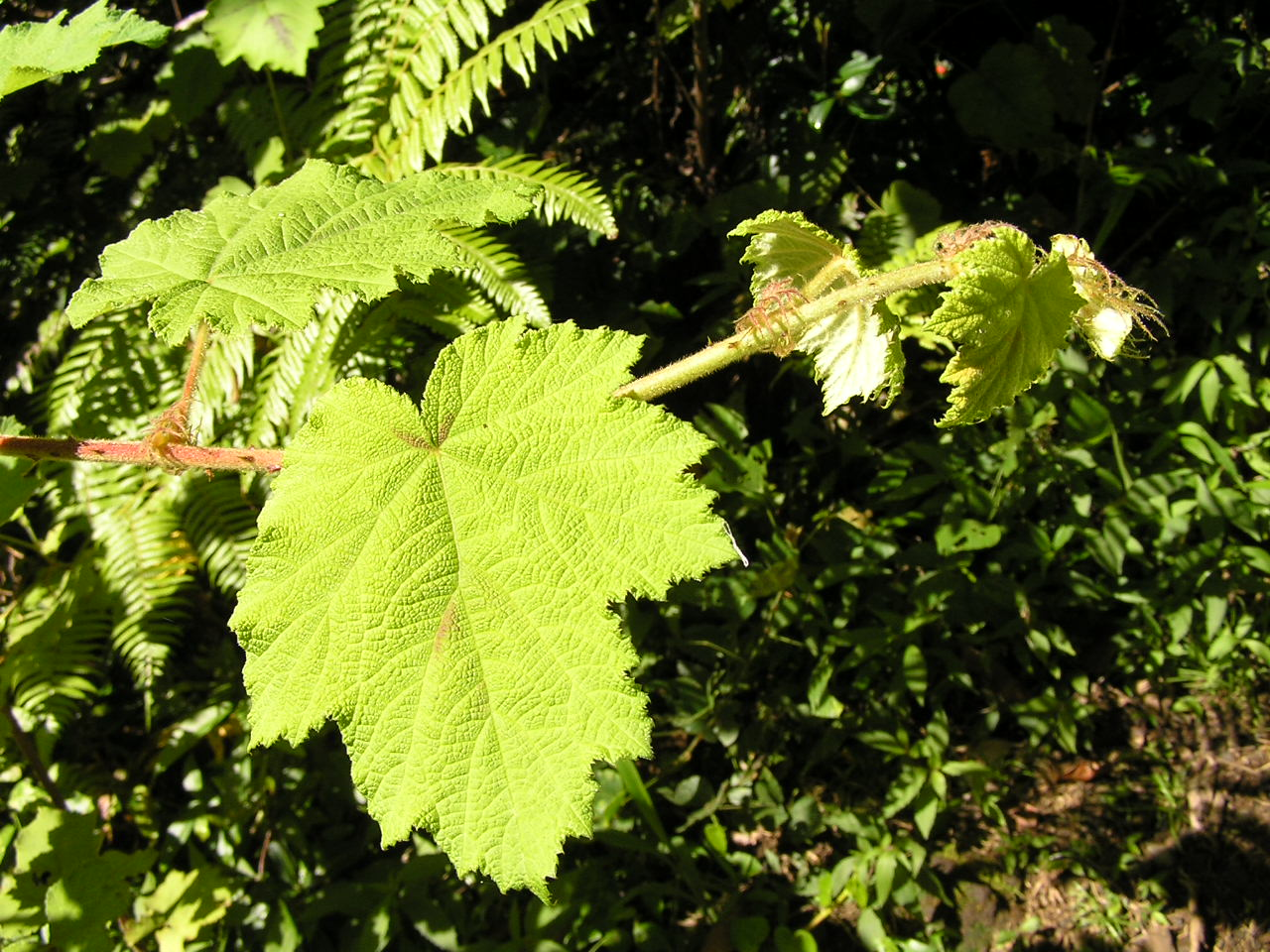
La Vigne marronne, une peste végétale

## Exploitation forestière
Il y a deux zones d'exploitation sur la forêt Bébour/Bélouve. Une à Bélouve, principalement destinée à la production de tamarins des Hauts très apprécié des artisans ébénistes, et une à Bébour, peu après le col du même nom sur une surface d'environ 75 ha et orientée principalement vers la production de cryptomérias du Japon planté massivement sur l'île par l'ONF dans les années 1960.

## Accès
On peut y accéder en véhicule depuis la Plaine-des-Palmistes. La route forestière qui la traverse donne ensuite accès à la forêt de Bélouve, au nord et permet d’accueillir un public diversifié de touristes, de familles,  de randonneurs et de forestiers.. L'accès à pied peu se faire depuis Takamaka par un sentier vertigineux et glissant réservé aux sportifs, depuis la Plaine des Cafres, par le GR R2 ou le sentier forestier de Bébour qui débouche au col de Bébour, depuis Cilaos, par le Bloc ou la Mare à Joseph, et enfin depuis Salazie par le GR R1 ou le sentier du Cap Anglais.

## Lieux remarquables
- Les cavernes du Bras Chanson.

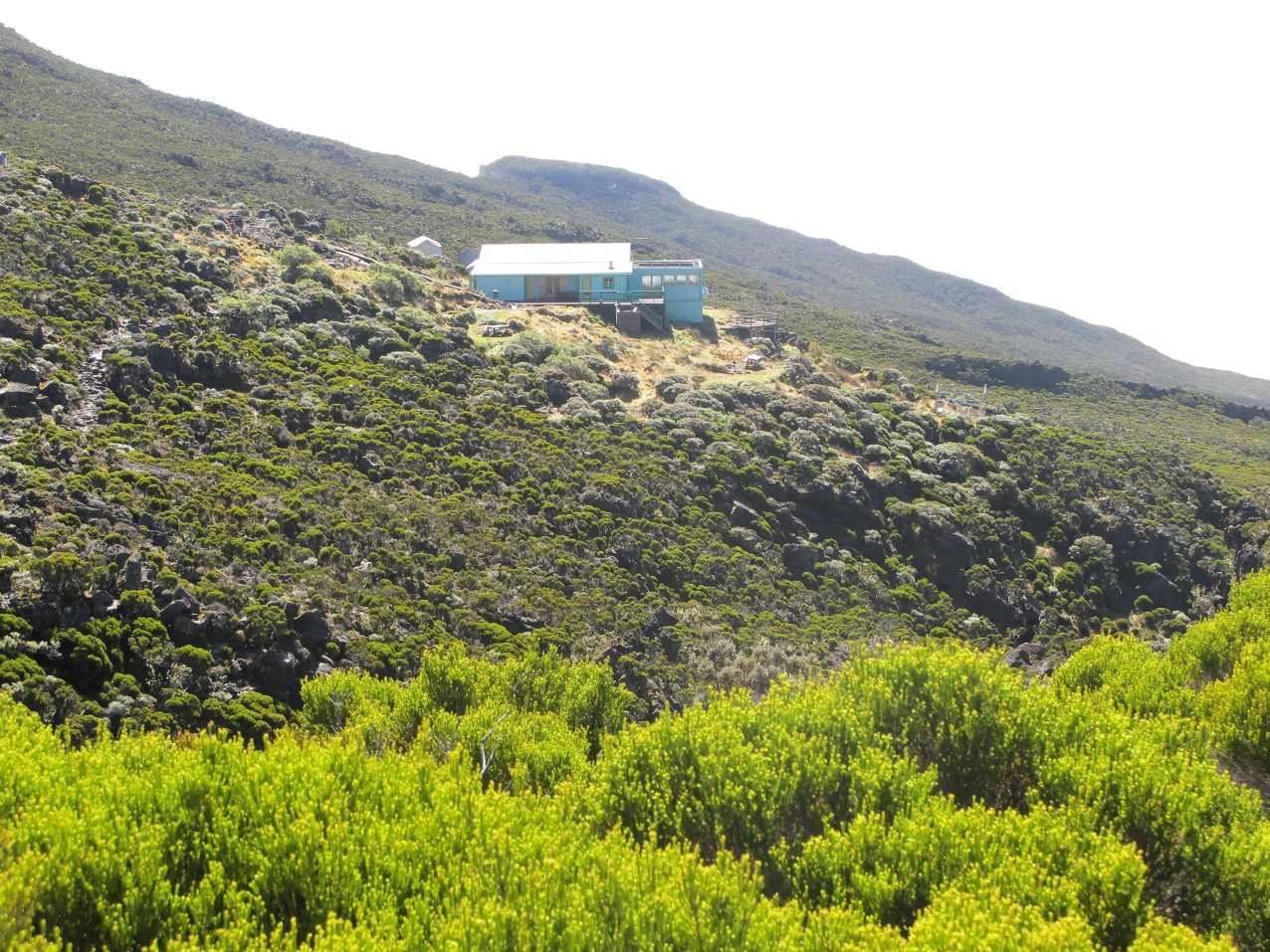
Le gîte du Piton des Neiges

- Le barrage de Takamaka II, visible au point de vue au bout de la piste forestière de Takamaka.
- Cassé de Takamaka, un gouffre impressionnant offrant une vue remarquable sur la vallée du même nom.
- Le Bassin des Hirondelles, un bassin d'eau cristalline situé sur le Bras Cabot, affluent de la rivière des Marsouins.
- Le gîte de la caverne Dufour voisiné par la caverne du même nom. Une étape incontournable dans l'ascension du Piton des Neiges.
- Le coteau Kerveguen, un balcon sur le cirque de Cilaos.
- Le Plateau de Thym, une petite mare facilement accessible depuis la route.